# Гимназија „Јан Колар” са домом ученика Бачки Петровац
"Гимназија Јан Колар" са домом ученика у Бачком Петровцу, са трајањем од 101 годинe успешног деловања настало је на културним традицијама југословенских Словака и постала је једна од значајних установа која је прерасла локалне мањинске и државне оквире.

## Историја
Гимназија је основана 1919. године и у својим више од 90 годишњој историји гимназија се сусретала са многим проблемима које је доказала решавати и превазилазити и не само наставити са својом делатношћу веђ и свестрано изграђивати своје деловање и већ у времену када је настала и била феномен као настала у сеоској средини у редовима малобројне националне енклаве и из властитих снага и средстава и практично је остала једина гимназија мимо Словачке на словачком језику.

### Оснивање гимназије
Гимназија је почела да ради 1. октобра 1919. године када је петровачки евангелички свештеник Самуел Штарке и Јулијус Кубањи доводе прве предаваче и прва етапа од 1919-1924. била је у знамењу конституције гимназије и живота у њој. Почетком 1922. године је дошло обавештење да ће гимназија бити затворена ако (која је радила у приватним просторијама) не буде имала своју властиту зграду али да Београд неће нишим допринети градњи зграде. Ка затварању није дошло јер је зграда била саграђена 1923. године добровољним прилозима и финансијском помоћи ЧСР и прекоморских Словака као и добровољним радовима Петровчана. У следеће доба (1924 – 1927) гимназија се одликује растом гимназијалног живота, и изградњом фискултурне сале, развијањем библиотеке и кабинета.

### Гимназија за време окупације
У годинама окупације (1941—1944) гимназија је била затворена и нижи су разреди били преимановани на „угорско- краљевске“ али у тим годинама гимназије је деловала тако да су професори из Кошица долазили да испитују. У то је доба гимназија била центар отпора против фашизма у којим редовима је ратовало 115 ратника од којих је 20 погинуло а 50 је било рањено.

### Гимназија после ослобођења
У послератном добу (1945 – 1959) долази до троструког повећања броја ђака када је био основан средњошколски интернат и отворена учитељска школа на словачком језику коју је завршило 216 словачких учитеља. У доба 1959- 1974. прешло се на кабинетну наставу у гимназији. 1969/1970. било је отворено и прво одељење на српском језику. Приликом прославе 50. годишњице рада гимназије гимназија је добила име према словачком песнику Јану Колару као Гимназија Јана Колара у Петровцу који је већ 1849. године предлагао да се оснује гимназија у Петровцу.

### Новије време
У први миленијум гимназија је ступила добро кадровски и материјално опремљена и поред тешкоћа и раширила је и побољшала своју делатност и то најме у првим годинама и то ради и данас. У савремености ова гимназија са смештајем за ђаке у Бачком Петровцу је кадровски и материјално добро опремљена и једна је од најопремљенијих у Србији. Настава се врши у једној преподневној смени у 21 учионица стандардних димензија и у 4 за мање групе. Језици и друштвене науке се изучавају у старој и за сеоске услове прекрасној згради (коју је пројектовао архитекта Јозеф Шалански, док је његов помоћник био Петровчан Михал Плавец) а природне науке и математика у павиљону. Две учионице у старој згради су прилагођене на компјутерске кабинете који се стално допуњују савременим рачунарима и компјутерима су опремљени и кабинети и зборница. Физичка култура се врши у реновираној фискултурној cали. На дворишту су игралишта за рукомет, кошарку који се могу претворити и у угралишта за одбојку, текис или мали фудбал. Школа има библиотеку са књижним фондом од више од 26.000 примерака. У згради се налази и свечана сала (која је отворена и за ширу културну средину као за промоције књиге, концерте и сл.), са концертним клавиром, ликовна галерија, нова клупска просторија и школски разглас. 2014. године је реновирана и капија ове средње школе.

## Директори Гимназије
У време деловања у трајању од пола века у гимназији је укупно завршило гимназију 1 084 ђака, деловало 161 професора и предавача и 21 директор и то: 
Јулијус Кубањи, (први привремени директор), Јозеф Шимек, Људевит Слани, Вук Пуљевић, Никола Половина, Павле Твртковић, Димитрије Ђуровић, Милоје Стојадиновић, Јован Ристић, Божидар Широла, Милан Ђорђевић, Ђорђе Мркобрат, Драгутин Галијан, Станко Драгосављевић, Михал Рапош, Др. Андреј Сирацки, (после академик ЧСР) Павел Цеснак, Михал Цинкоцки, Иван Крижан, Бранислав Спевак и Павел Мучаји (у двоструком трајанју), 
док су после овог времена били директори још Самуел Спевак, Вијера Болдоцка (у двоструком трајанју), Паљо Бељичка и Ана Медведјова (од 2015).
Може се констатовати да је словачка гимнаија која је имала локални карактер и која је служила као образовна установа за словачку националну мањину у Југославији у данашњости делује као део у светским мерилима коју је завршило (2008/2009) укупно 3947 ђака од којих је већина завршила високе школе од којих су постали, је што је најважније у првом реду поштени и стваралачки људи.

## Галерија
- Стара зграда гимназије
- Улаз за ђаке
- Професорски улаз
- Дворишна страна зграде са фискултурном салом
- Парк у гимназији са спомеником XII. војвођанској ударној бригади
- Терен за рукомет и мали фудбал
- Терен за кошарку и одбојку
- Нова зграда- павилјон за смештај ђака
- Павилјон из стране дворишта
- Фискултурна сала после реновирања
- Ученице похађају наставу физичког васпитања (око 1930)